# 要町駅
要町駅（かなめちょうえき）は、東京都豊島区要町一丁目にある、東京地下鉄（東京メトロ）の駅である。
有楽町線・副都心線が乗り入れる。当駅を含む小竹向原駅 - 池袋駅間は、有楽町線が上層を、副都心線が下層を走る形で並走する。このため、当駅においても有楽町線ホームの直下に副都心線のホームがある。駅番号は、有楽町線がY 08、副都心線がF 08である。

## 歴史
- 1983年（昭和58年）6月24日：帝都高速度交通営団（営団地下鉄）有楽町線の営団成増（現・地下鉄成増） - 池袋間の開通により開業[1]。
- 2003年（平成15年）2月：業務委託駅となる。
- 2004年（平成16年）4月1日：営団地下鉄の民営化に伴い、当駅は東京地下鉄（東京メトロ）に継承される[2]。
- 2007年（平成19年）3月18日：ICカード「PASMO」の利用が可能となる[3]。
- 2008年（平成20年）6月14日：副都心線の駅が開業（線路は1994年に通過線として開通済み）[4][5]。
- 2011年（平成23年）
  - 1月8日：有楽町線ホームにてホームドアの使用を開始[6]。
  - 2月25日：有楽町線ホームに発車メロディを導入[7]。

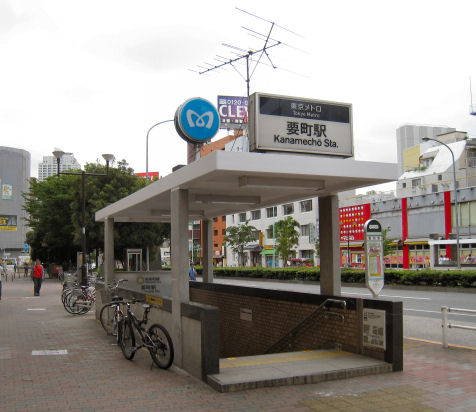
リニューアル前の1番出入口（2008年5月）
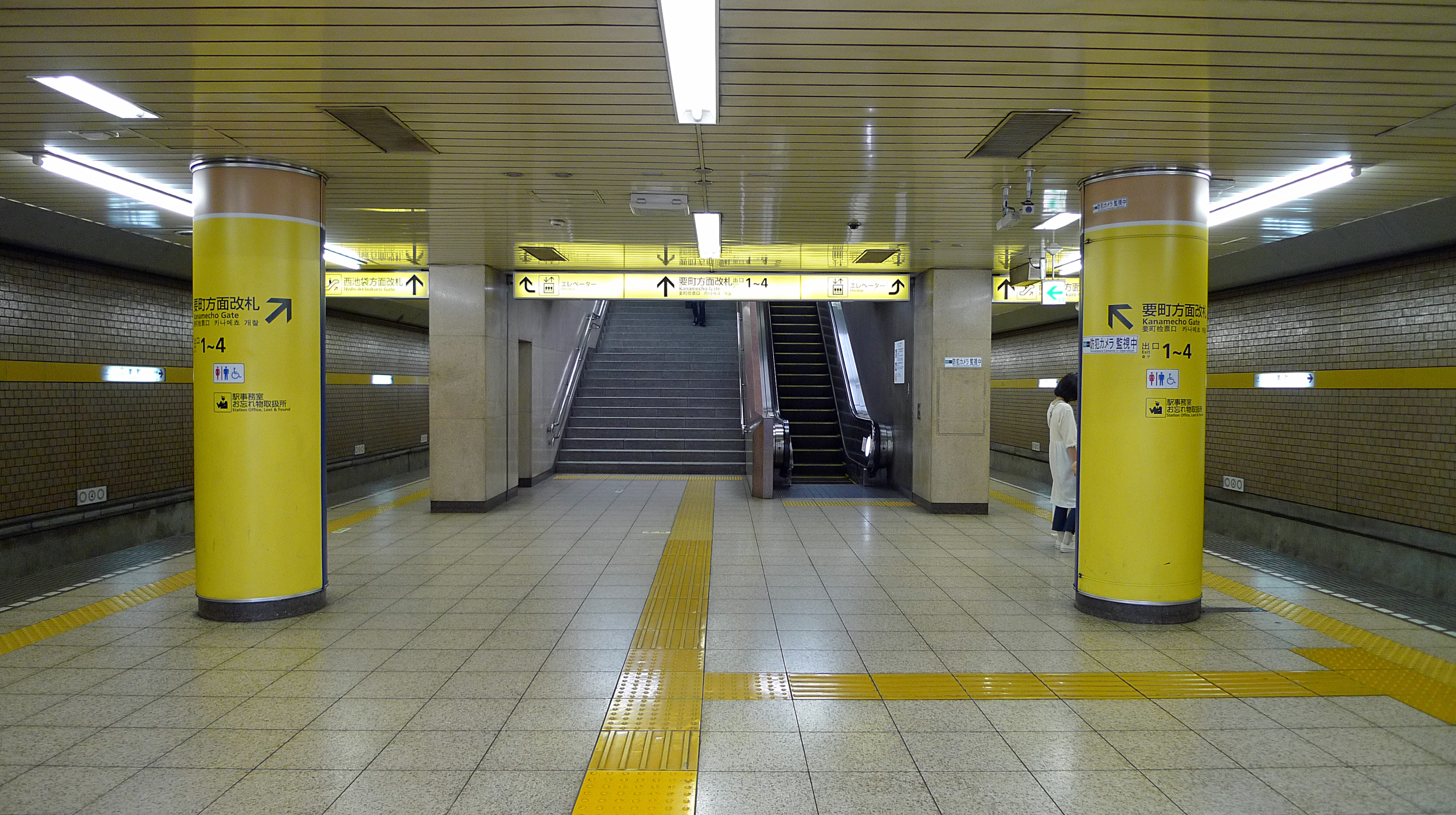
ホームドア設置前の有楽町線ホーム（2009年6月）

## 駅構造
上下2層構造で、各層に島式ホーム1面2線を有する地下駅。
要町通りの直下にあり、山手通り・首都高速中央環状線山手トンネルとも交わる。当駅は「環六ボックス（要町ボックス）」と呼ばれる、道路・地下鉄・ライフラインを一体化した巨大地下構造物の一つである。当駅のホームの方が山手トンネルよりも深い位置にあるが、それは環六ボックスの成立経緯に原因がある（首都高速中央環状線#要町付近の地下化も参照のこと）。なお、副都心線ホームの下には山手トンネルの換気パイプが4本あり、ボックス完成後に新たに敷設されている。
副都心線ホームは有楽町線建設時に既に構築済みであったが、1994年に小竹向原駅 - 池袋駅間が有楽町線新線として開業した時点では未供用（全列車通過）であり、2008年の副都心線開業時に内装整備の上、供用が開始された。副都心線開業までは、有楽町線ホームから副都心線ホームへの階段用スペースは蓋で覆われ、改札口 - ホーム間のエレベーターも有楽町線ホーム階止まりとして運用されていた。また、副都心線開業および有楽町線和光市駅 - 池袋駅間の準急（2010年3月に設定廃止）運転開始に伴い同線ホームの放送機器が更新され、編成両数を案内するようになった。
副都心線ホームは可動式ホーム柵が開業時より設置され、使用されている。その後有楽町線ホームにも設置され、2011年1月8日から供用を開始した。

### のりば
| 番線                      | 路線     | 行先                       |
| ------------------------- | -------- | -------------------------- |
| 有楽町線ホーム（地下2階） |          |                            |
| 1                         | 有楽町線 | 新木場方面                 |
| 2                         | 有楽町線 | 和光市・森林公園・飯能方面 |
| 副都心線ホーム（地下3階） |          |                            |
| 3                         | 副都心線 | 渋谷方面                   |
| 4                         | 副都心線 | 和光市・森林公園・飯能方面 |

（出典：東京メトロ:構内図）

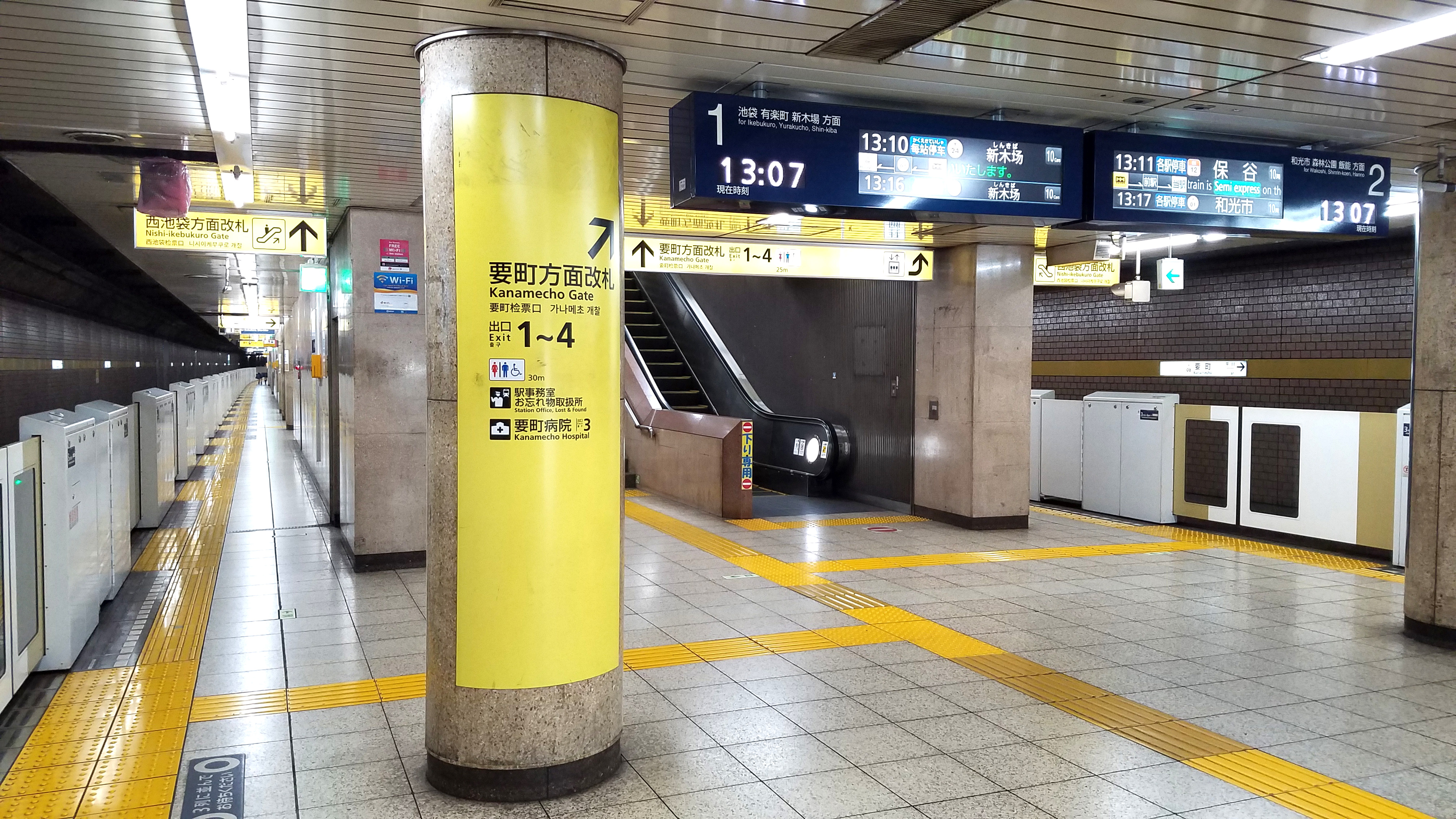
有楽町線ホーム（2021年12月）
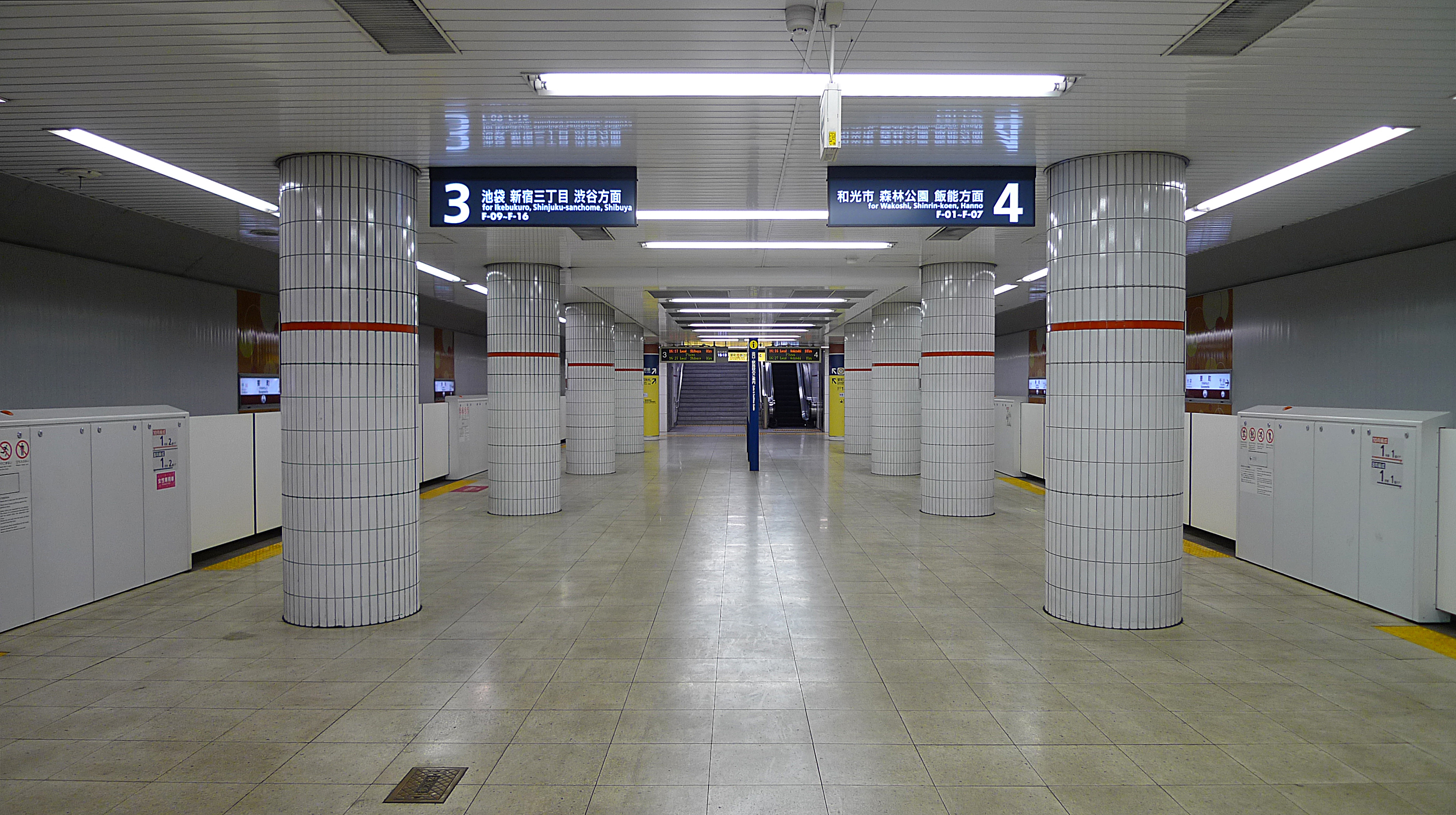
副都心線ホーム（2009年6月）

### 発車メロディ
全ホームでスイッチ制作の発車メロディ（発車サイン音）を使用している。
| 番線 | 路線     | 曲名               | 作曲者   |
| ---- | -------- | ------------------ | -------- |
| 1    | 有楽町線 | 休みながら         | 谷本貴義 |
| 2    | 有楽町線 | 電車へステップ     | 福嶋尚哉 |
| 3    | 副都心線 | City Runner        | 福嶋尚哉 |
| 4    | 副都心線 | イーストパラダイス | 福嶋尚哉 |

## 利用状況
- 東京メトロ - 2024年度の1日平均乗降人員は40,890人である[メトロ 1]。
東京メトロ全130駅中88位。

### 年度別1日平均乗降人員
各年度の1日平均乗降人員数は下表の通り。
| 年度               | 営団 / 東京メトロ | 営団 / 東京メトロ |
| 年度               | 1日平均 乗降人員  | 増加率            |
| ------------------ | ----------------- | ----------------- |
| 2002年（平成14年） | 29,030            |                   |
| 2003年（平成15年） | 29,161            | 0.5%              |
| 2004年（平成16年） | 28,869            | −1.0%             |
| 2005年（平成17年） | 28,977            | 0.4%              |
| 2006年（平成18年） | 29,776            | 2.8%              |
| 2007年（平成19年） | 30,750            | 3.3%              |
| 2008年（平成20年） | 34,915            | 13.5%             |
| 2009年（平成21年） | 33,588            | −3.8%             |
| 2010年（平成22年） | 34,082            | 1.5%              |
| 2011年（平成23年） | 33,401            | −2.0%             |
| 2012年（平成24年） | 35,332            | 5.8%              |
| 2013年（平成25年） | 36,907            | 4.5%              |
| 2014年（平成26年） | 36,955            | 0.1%              |
| 2015年（平成27年） | 38,475            | 4.1%              |
| 2016年（平成28年） | 39,204            | 1.9%              |
| 2017年（平成29年） | 40,095            | 2.3%              |
| 2018年（平成30年） | 41,430            | 3.3%              |
| 2019年（令和元年） | 41,969            | 1.3%              |
| 2020年（令和02年） | 31,084            | −25.9%            |
| 2021年（令和03年） | 32,835            | 5.6%              |
| 2022年（令和04年） | 36,047            | 9.8％             |
| 2023年（令和05年） | 38,864            | 7.8％             |
| 2024年（令和06年） | 40,890            | 5.2%              |

### 年度別1日平均乗車人員（1983年 - 2000年）
各年度の1日平均乗車人員数は下表の通り。
| 年度               | 有楽町線 | 出典              |
| ------------------ | -------- | ----------------- |
| 1983年（昭和58年） | 10,683   | [ 東京都統計 1 ]  |
| 1984年（昭和59年） | 10,005   | [ 東京都統計 2 ]  |
| 1985年（昭和60年） | 11,033   | [ 東京都統計 3 ]  |
| 1986年（昭和61年） | 11,918   | [ 東京都統計 4 ]  |
| 1987年（昭和62年） | 12,762   | [ 東京都統計 5 ]  |
| 1988年（昭和63年） | 13,860   | [ 東京都統計 6 ]  |
| 1989年（平成元年） | 14,540   | [ 東京都統計 7 ]  |
| 1990年（平成02年） | 14,945   | [ 東京都統計 8 ]  |
| 1991年（平成03年） | 15,041   | [ 東京都統計 9 ]  |
| 1992年（平成04年） | 15,518   | [ 東京都統計 10 ] |
| 1993年（平成05年） | 15,504   | [ 東京都統計 11 ] |
| 1994年（平成06年） | 15,474   | [ 東京都統計 12 ] |
| 1995年（平成07年） | 15,333   | [ 東京都統計 13 ] |
| 1996年（平成08年） | 15,296   | [ 東京都統計 14 ] |
| 1997年（平成09年） | 15,197   | [ 東京都統計 15 ] |
| 1998年（平成10年） | 15,140   | [ 東京都統計 16 ] |
| 1999年（平成11年） | 14,713   | [ 東京都統計 17 ] |
| 2000年（平成12年） | 14,726   | [ 東京都統計 18 ] |

### 年度別1日平均乗車人員（2001年以降）
| 年度               | 有楽町線 | 副都心線 | 出典              |
| ------------------ | -------- | -------- | ----------------- |
| 2001年（平成13年） | 14,751   | 未開業   | [ 東京都統計 19 ] |
| 2002年（平成14年） | 14,638   | 未開業   | [ 東京都統計 20 ] |
| 2003年（平成15年） | 14,751   | 未開業   | [ 東京都統計 21 ] |
| 2004年（平成16年） | 14,825   | 未開業   | [ 東京都統計 22 ] |
| 2005年（平成17年） | 14,948   | 未開業   | [ 東京都統計 23 ] |
| 2006年（平成18年） | 15,364   | 未開業   | [ 東京都統計 24 ] |
| 2007年（平成19年） | 15,893   | 未開業   | [ 東京都統計 25 ] |
| 2008年（平成20年） | 12,044   | 5,962    | [ 東京都統計 26 ] |
| 2009年（平成21年） | 10,507   | 6,748    | [ 東京都統計 27 ] |
| 2010年（平成22年） | 10,432   | 6,945    | [ 東京都統計 28 ] |
| 2011年（平成23年） | 10,041   | 7,032    | [ 東京都統計 29 ] |
| 2012年（平成24年） | 10,352   | 7,598    | [ 東京都統計 30 ] |
| 2013年（平成25年） | 10,584   | 8,225    | [ 東京都統計 31 ] |
| 2014年（平成26年） | 10,805   | 8,159    | [ 東京都統計 32 ] |
| 2015年（平成27年） | 11,240   | 8,478    | [ 東京都統計 33 ] |
| 2016年（平成28年） | 11,249   | 8,622    | [ 東京都統計 34 ] |
| 2017年（平成29年） | 11,649   | 8,847    | [ 東京都統計 35 ] |
| 2018年（平成30年） | 11,992   | 9,186    | [ 東京都統計 36 ] |
| 2019年（令和元年） | 11,822   | 9,527    | [ 東京都統計 37 ] |

備考
1. ↑  1983年6月24日開業。開業日から翌年3月31日までの計282日間を集計したデータ。
2. ↑  2008年6月14日開業。開業日から翌年3月31日までの計291日間を集計したデータ。

## 駅周辺
- 豊島区西部保健福祉センター・豊島区西部高齢者総合相談センター
- 池袋消防署高松出張所
- 西池袋すくすくルーム
- 立教大学池袋キャンパス
- 立教池袋中学校・高等学校
- 立教小学校
- 城西大学附属城西中学校・高等学校
- 豊島区立千川中学校
- 豊島区立要小学校
- 豊島区立熊谷守一美術館
- 豊島要町一郵便局
- 豊島千早郵便局
- 豊島高松郵便局
- 要町ツインビル
- 国際興業バス池袋営業所
- 東都自動車本社
- 東京都道441号池袋谷原線（要町通り）
- 東京都道317号環状六号線（山手通り）
- 首都高速中央環状線高松入口
- 首都高速中央環状線西池袋出入口
- 祥雲寺
- ライフ池袋三丁目店
- コモディイイダ池袋立教通り店
- マルエツ板橋南町店

## バス路線
最寄り停留所は、山手通りと要町通りの交差点である要町一丁目交差点付近にある要町駅停留所である。国際興業と関東バスにより運行される以下の路線が発着する。
- 1番乗り場
  - 池02：熊野町循環 池袋駅西口行（国際）
  - 池04：中丸町循環 池袋駅西口行（国際）
  - 池20・池20-2：高島平操車場行（国際）
  - 池21：高島平駅行（国際）
  - 池80：池袋車庫行（国際）
  - 池82：熊野町循環 池袋車庫行（国際）
  - 池84：中丸町循環 池袋車庫行（国際）
- 2番乗り場
  - 池03・池20・池21・池83：池袋駅西口行（国際）
  - 池83：池袋車庫行（国際）
- 3番乗り場
  - 池03：要町循環 池袋駅西口行（国際）
  - 池83：要町循環 池袋車庫行（国際）
  - 池05・池85：日大病院行（国際）
  - 池07：江古田二又行（国際）
- 4番乗り場
  - 池02・池04・池05・池82・池84：池袋駅西口行（国際）
  - 池07：サンシャインシティ南行（国際）
  - 池82・池84・池85：池袋車庫行（国際）
- 5番乗り場
  - 池11：中野駅北口行（国際・関東）

## 隣の駅
東京地下鉄（東京メトロ）
 有楽町線
■各駅停車
千川駅 (Y 07) - 要町駅 (Y 08) - 池袋駅 (Y 09)
 副都心線

■急行・■通勤急行
通過
■各駅停車
千川駅 (F 07) - 要町駅 (F 08) - 池袋駅 (F 09)

#### 利用状況に関する資料
東京地下鉄の1日平均利用客数
1. 1 2 3  “各駅の乗降人員ランキング”.   東京地下鉄. 2025年6月23日時点のオリジナルよりアーカイブ。2025年6月27日閲覧。
2. ↑  “各駅の乗降人員ランキング(2020年度)”.   東京地下鉄. 2023年6月27日閲覧。
3. ↑  “各駅の乗降人員ランキング(2021年度)”.   東京地下鉄. 2023年6月27日閲覧。
4. ↑  “各駅の乗降人員ランキング(2022年度)”.   東京地下鉄. 2024年6月24日閲覧。
5. ↑  “各駅の乗降人員ランキング”.   東京地下鉄. 2024年6月24日閲覧。

地下鉄の統計データ
1. ↑  レポート - 関東交通広告協議会
2. 1 2  としまの統計 - 豊島区

東京都統計年鑑
1. ↑  昭和58年
2. ↑  昭和59年
3. ↑  昭和60年
4. ↑  昭和61年
5. ↑  昭和62年
6. ↑  昭和63年
7. ↑  平成元年
8. ↑  平成2年
9. ↑  平成3年
10. ↑  平成4年
11. ↑  平成5年
12. ↑  平成6年
13. ↑  平成7年
14. ↑  平成8年
15. ↑  平成9年
16. ↑  平成10年 (PDF)
17. ↑  平成11年 (PDF)
18. ↑  平成12年
19. ↑  平成13年
20. ↑  平成14年
21. ↑  平成15年
22. ↑  平成16年
23. ↑  平成17年
24. ↑  平成18年
25. ↑  平成19年
26. ↑  平成20年
27. ↑  平成21年
28. ↑  平成22年
29. ↑  平成23年
30. ↑  平成24年
31. ↑  平成25年
32. ↑  平成26年
33. ↑  平成27年
34. ↑  平成28年
35. ↑  平成29年
36. ↑  平成30年
37. ↑  平成31年・令和元年